# ハムレットは行方不明
「ハムレットは行方不明」（ハムレットはゆくえふめい）は、1981年4月に発表された赤川次郎の小説、およびそれを原作としたテレビドラマ。

## あらすじ
大学の写真部に所属している佐古川綾子はある日、新宿の歩行者天国で1枚の写真を撮った。その写真に偶然写っていた男が、写真部顧問の衣笠教授の義理の息子・久志であったことから、好奇心旺盛な綾子は久志がなぜ突然現れたのか調べ始めるが、やがて彼女は事件に巻き込まれていく。

## テレビドラマ
1981年12月22日に日本テレビ「火曜サスペンス劇場」枠にて放送。
前年にミノルタのCMで一躍有名になった宮崎美子が主人公の佐古川綾子を演じており、作中に出てくる綾子のカメラはミノルタの製品である。
スタッフ
- 企画：小坂敬、山本時雄
- プロデューサー：黒澤満、伊地知啓、山口剛
- 原作：赤川次郎「ハムレットは行方不明」
- 脚本：金子成人
- 撮影∶前田米造
- 音楽：木森敏之
- 音楽監督：鈴木清司
- 撮影協力：LUMINE、ミノルタカメラ
- 監督：村川透
- 製作：日本テレビ、セントラル・アーツ

キャスト
- 佐古川綾子：宮崎美子
- 衣笠久志：柴田恭兵
- 水野久美
- 草薙幸二郎
- 宇佐美恵子
- 中西良太
- 山西道広
- 加藤武
- 衣笠教授：小池朝雄